# إدوين كو
إدوين كو (بالإنجليزية: Edwin Coe)‏ هو محامي ومُحرِّر وسياسي أمريكي، ولد في 11 يونيو 1840، وتوفي في 5 مايو 1909. حزبياً، نشط في الحزب الجمهوري. وقد انتخب عضو جمعية ولاية ويسكونسن.